# قرار مجلس الأمن التابع للأمم المتحدة رقم 231
قرار مجلس الأمن التابع للأمم المتحدة رقم 231، الذي اتخذ بالإجماع في 15 ديسمبر 1966، بعد التأكيد على القرارات السابقة بشأن هذا الموضوع، مدد مجلس ولاية قوة الأمم المتحدة لحفظ السلام في قبرص لمدة 6 أشهر إضافية، تنتهي في 26 يونيو 1967. كما دعا المجلس الأطراف المعنية مباشرة إلى مواصلة العمل بأقصى درجات ضبط النفس والتعاون الكامل مع قوة حفظ السلام.